# لاسلو يوجيف بيرو
لايسلو يوجيف بيرو (بالمجرية: László József Biró)‏ (بالمجرية: Bíró László József بيرو لاسلو يوزف) هو مخترع القلم الجاف لاديسلاو جوزيف بيرو (هنغاري) (سبتمبر/أيلول 29, 1899 — أكتوبر 24, 1985) يُعتَبرُ مخترعَ أقلامِ الحبر الحديثةِ. كَانَ قد ولدَ في بودابست، هنغاريا في 1899.
قام بعرض أول نسخة من قلم الحبر الجاف في معرض بودابست الدولي سنة 1931. بينما كان يعمل صحفيا ، لاحظَ بأنّ الحبرَ المستعمل في طباعة الجرائد يجف بسرعة تاركا الورق نظيفا دون وجود تلطخات . حاولَ استعمال نفس الحبر في قلم حبر سائل، ولكنه لم يكن فعالا لأنه شديد اللزوجة . عَمَل على تطوير رأس جديد مَع أَخِيه جورج، الذي كان كيميائيا، استعمل كرة في رأس القلم ، كلما دارت الكرة كانت تلتقط الحبر ثم تضعه على الورقة. تم تسجيل براءة اختراع قلم الحبر الجاف في باريس سنة 1938 .
سنة 1943 انتقل الأخوان إلى الأرجنتين ، وفي العاشر من حزيران سجلا براءة اختراع أخرى في أمريكا تحت رقم 2390636 ، وأسسا شركة أقلام بيرو في الأرجنتين .
أقلام الحبر الجافة ما زالَتْ على نحو واسع مدعوَّة باسم بيرو في العديد مِنْ البلدانِ، بشكل خاص في عِدّة بلدان أوروبية، بضمن ذلك المملكة المتحدةِ، أستراليا ونيوزيلندا وليبيا.